# Miles Gilderdale
Miles Gilderdale (Kingston (Jamaica)) is een Jamaicaanse jazzgitarist (staalsnarige akoestische gitaar en elektrische gitaar).

## Biografie
In 1996 werd Gilderdale lid van de hedendaagse jazzgroep Acoustic Alchemy en werkte hij mee aan zeven publicaties, waaronder de in 2001 voor een Grammy Award genomineerde AArt. Gilderdale droeg bij aan de publicatie van Positive Thinking van de band in 1998 en werd door Greg Carmichael geselecteerd voor de akoestische stoel met stalen snaren, die vacant werd gelaten door het overlijden van de oorspronkelijke oprichter van de band, Nick Webb. Miles Gilderdale, een doorgewinterde gitarist en artiest, werd voor het eerst bekend in het Verenigd Koninkrijk en Europa in de jaren 1980 als de leadzanger en gitarist van de in York/Harrogate gevestigde soulband Zoot and the Roots, waartoe ook de saxofonist Snake Davis behoorde. Hij heeft op het podium gewerkt met artiesten als Ben E. King, Ronnie Wood en Jools Holland en hij heeft ook talloze live BBC Radio 1-uitzendingen en tv-optredens gedaan. Gilderdale heeft materiaal gecomponeerd voor het bekroonde computerspel Broken Sword van Revolution-software en heeft regelmatig een incidentele muziekfunctie op tv en radio die hij schrijft met het onafhankelijke productiebedrijf MZen. Als hij niet op tournee is met Acoustic Alchemy, is hij vaak te zien tijdens optredens in het Verenigd Koninkrijk met The Blueflies, een funk/blues-outfit bestaande uit Miles, ex-Zoots bassist en co-songwriter Gavin Ewing en drummer Paul Stipetic. Terwijl hij Gilderdale toestond te rocken en te improviseren, staat het harde funkbluesgeluid van The Blueflies in contrast met zijn smooth jazz-solowerk en optredens met Acoustic Alchemy.